# Euplexaura aruensis
Euplexaura aruensis är en korallart som beskrevs av Kükenthal 1911. Euplexaura aruensis ingår i släktet Euplexaura och familjen Plexauridae. Inga underarter finns listade i Catalogue of Life.